# 간 치즈

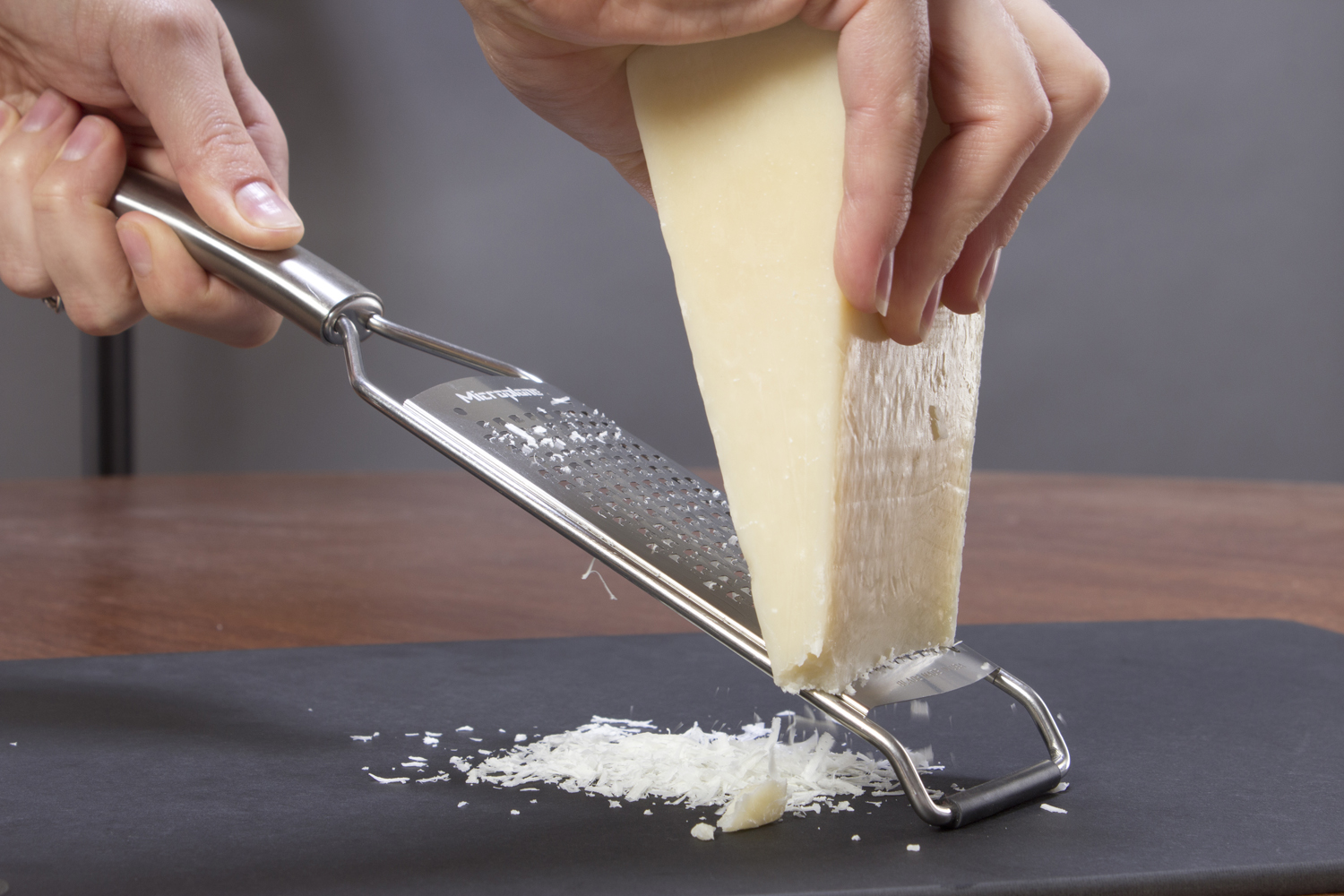
치즈 강판에 치즈를 가는 모습

간 치즈(영어: grated cheese 그레이티드 치즈[*])는 치즈 강판에 간 치즈이다. 구멍이 더 큰 강판에 채를 치듯이 간 치즈는 채 친 치즈(영어: shredded cheese 슈레디드 치즈[*])라 부르기도 한다. 피자를 만들 때 쓰는 것은 "피자 치즈"로도 불리며, 냉동식품으로 판매되기도 한다.

## 같이 보기
- 치즈가루